# 蘇企由
蘇企由（？年—？年），字志學，江蘇省江陰縣人，北洋大學堂畢業，進士。

## 生平
- 宣統二年，北洋大學堂預科補習期滿，獎給拔貢生[3]。
- 宣統三年（1911年） 北洋大學堂法科法律學門甲班畢業[1]。
- 宣統三年（1911年）八月甲子引見，授進士出身，改庶吉士。
- 民國二年（1913年）3月18日，律師登錄（直隸）[4]。
- 民國三年（1914年）9月15日，試署河南滎陽縣知事[5]。
- 民國七年（1918年），安福國會中央選舉會第一部候補參議員[6]。
- 民國十三年（1924年）11月28日，派陸軍部秘書[7]。
- 民國十五年（1926年）2月9日，任國務院秘書[8]。
- 天津國民商業儲蓄銀行無限責任發起人[9]。